# USNS Hershel «Woody» Williams (ESB 4)
USNS Гершел «Вуді» Вільямс (ESB 4) (англ. USNS Hershel «Woody» Williams (ESB 4)) — допоміжне вантажне судно-експедиційна морська база, яке збудоване для Військово-морських сил США компанією General Dynamics NASSCO в Сан-Дієго (Каліфорнія).
21 жовтня 2017 року відбулась церемонія хрещення судна. USNS Hershel «Woody» Williams є другим кораблем-експедиційною базою в складі ВМС США.
Свою назву судно отримало на честь морського піхотинця Гершела Вудроу «Вуді» Вільямса, нагородженого вищою військовою нагородою США — медаллю Пошани за участь в битві за острів Іодзіма.
Введений в експлуатацію 7 березня 2020 року. У вересні 2020 року було оголошено, що корабель буде розгорнуто на військово-морській базі Суда-Бей (острів Крит).
Перебуває у складі 6-го флоту США. У лютому 2021 року база здійснила похід до Кейптауна (ПАР).